# マーチャント・テイラーズ・スクール
マーチャント・テイラーズ・スクール（Merchant Taylors' School）またはマーチャント・テイラーズ校とは、イギリスの通学制男子学校である。もともとはロンドンに有ったが、1933年からハートフォードシャー州スリーリバーズ地区サンディロッジに移設した。
アクセスはM1とM25の交差地点より車で10分、ヒースロー空港より30分、ロンドンの中心からはメトロポリタン線で25分、Moor Park駅より徒歩5分の地点にある。
商人であるサー・トーマス・ホワイト、リチャード・ヒルズ、エマニュエル・ルカーとスティーブン・ヘイルズによって1561年に設立され、1861年に王立クラレンドン委員会によって調査され1868年のパブリックスクール法により、イギリスを代表する偉大な9つのパブリックスクールの一つと認定された。
2008年、学校は11歳から18歳の872人の生徒を抱えている。

## ハウス
生徒は8つのハウスに分かれて教育を受ける。
| ハウス名          | ハウスカラー | 後援者                     |
| ----------------- | ------------ | -------------------------- |
| Spenser           | Yellow       | エドマンド・スペンサー     |
| Clive             | Red          | ロバート・クライブ         |
| Hilles            | Dark Blue    | リチャード・ヒルズ         |
| Walter            | Light Blue   | ジョン・ウォルター         |
| Mulcaster         | Orange       | リチャード・マルカスター   |
| White             | White        | トーマス・ホワイト         |
| Andrewes          | Purple       | ランスロット・アンドリュー |
| Manor of the Rose | Green        |                            |

## 卒業生
- ジョン・ウェブスター 劇作家
- ジョン・サルストン 化学者、ノーベル生理学・医学賞受賞者
- Jock Stirrup 統合参謀総長
- エドマンド・スペンサー 長編叙事詩『妖精の女王』の作者
- サミュエル・パーマー 画家
- バーナード・パーゲル 天体物理学者
- アルフレッド・マーシャル 経済学者
- ボリス・カーロフ フランケンシュタインを演じた俳優
- ジェームズ・ジーンズ 物理学者、天文学者、数学者
- ドナルド・コガン カンタベリー大主教
- ロバート・クライブ 政治家・軍人
- ボブ・チルコット 合唱曲作家
- E・H・カー 歴史家、政治学者、外交官
- ナイジェル・コールダー サイエンスライター